# Martin Schneider (Politiker, 1839)
Martin Heinrich Philipp Schneider (* 31. Oktober 1839 in Mittweida; † 23. März 1904 in Mittweida) war Jurist und Mitglied des Deutschen Reichstags.

## Leben
Schneider, als Sohn von Johann Christlieb Schneider und Henriette Hedwig, geb. von Rohrscheidt geboren, studierte Rechtswissenschaften und war in Mittweida Vorsitzender des Gewerbegerichts und Justizrat in Mittweida. Er war über 25 Jahre in städtischen Gremien tätig, u. a. auch stellvertretender Bürgermeister und wurde 1902 Ehrenbürger von Mittweida. Er war mit Elise, geb. Harter (1847–1933) aus Neudörfchen verheiratet.
Von 1887 bis 1890 war er Mitglied des Deutschen Reichstags für den Wahlkreis Königreich Sachsen 15 Mittweida, Frankenberg, Augustusburg als Hospitant der Nationalliberalen Partei.